# Exochus multicinctus
Exochus multicinctus là một loài tò vò trong họ Ichneumonidae.